# Fabularasa
I Fabularasa sono un gruppo musicale italiano originario di Bari.
La loro musica è difficilmente etichettabile: un sound di chiara matrice jazz e fusion, con inserti ispirati alla musica etnica in particolare mediterranea, con testi in italiano, molto curati, scritti e cantati da Luca Basso, apprezzati da personaggi importanti della letteratura italiana.

## Storia
Il gruppo si è formato a Bari nel febbraio 2004. Dopo avere inizialmente provato diversi chitarristi, a partire dall'agosto 2004 la formazione si stabilizza con Luca Basso (voce), Vito Ottolino (chitarre), Leopoldo Sebastiani (basso) e Giuseppe Berlen (batteria), musicisti di varia estrazione e con esperienze pregresse in altre formazioni.
Nel 2005 hanno vinto il concorso di Musicultura con il brano Fiorile.
Nel 2007 hanno pubblicato il loro primo album, En plein air per la Radar Music/Egea.
Nell'estate del 2010 hanno realizzato una mini tournée con Paul McCandless degli Oregon. L'anno successivo sono stati invitati al Premio Tenco.
Il 28 maggio 2012 hanno pubblicato il secondo album D'amore e di marea, sempre per la Radar/EGEA a cui è seguita una mini tournée con Gabriele Mirabassi.
L'album D'amore e di marea ottiene ottime recensioni dalla critica classificandosi al terzo posto, a soli due voti dal primo, nella categoria 'Miglior album dell'anno' alla Targa Tenco.
Nell'estate del 2016 hanno realizzato una tournée con Paul McCandless in Italia e in Slovenia.
Hanno suonato inoltre con Bruno De Filippi, Nicola Stilo.

## Discografia

### Album
- 2007 - En plein air (Radar Music/Egea)
- 2012 - D'amore e di marea (Radar Music/Egea)

### Compilation
- 2004 - Espagna (Terrae) - con il brano "En el café de Chinitas" (alla chitarra Alex Milella).
- 2004 - Voci per la libertà - Una canzone per Amnesty (Self) - con i brani "Allende" e "Fiorile" (alla chitarra Aldo De Palma).
- 2005 - Musicultura - Festival della canzone popolare e d'autore, XVI edizione (Deltadischi)- con il brano "Fiorile".
- 2008 - InCanti di Pace - Musicisti baresi per Enziteto (Club della canzone d'autore città di Bari) - con il brano "Fiorile".
- 2012 - Puglia Sounds Pop 2012 - (Puglia Sounds) - con il brano "Rabdomanza".
- 2012 - Il cielo degli orsi - (Salviamo l'orso) - con il brano "Una giornata serena".
- 2013 - Siamo in Tenco - (Ala Bianca) - con il brano "Una giornata serena".